# بنكسية حلوة
بنكسية حلوة (الاسم العلمي: Banksia speciosa) هي نوع نباتي يتبع جنس البنكسية من فصيلة البروطية.